# 4K (vírus de computador)
4k é um vírus de computador que infeta ficheiros COM e EXE. Sistemas infetados encravavam todos os anos após o dia 22 de setembro, que é também a data de nascimento de Bilbo Baggins, personagem da trilogia O Senhor dos Anéis. O código deveria mostrar a mensagem Frodo Lives (Frodo está vivo), mas travou em todas as suas variantes conhecidas. O vírus não se espalhou com a ajuda da Internet, mas com compartilhamento de disquetes entre sistemas operacionais.

## História
Apareceu pela primeira vez em outubro de 1989. O primeiro espécime dos EUA foi contratado em Dallas, Texas, e ficou em quarentena com a verificação feita por profissionais de antivírus. Repórteres e equipes de TV emitiram informações no noticiário local em agosto de 1990. A trilha do vírus ia de Dallas de volta à cidade de Nova York por meio de um profissional de uma empresa de software que criava programas para advogados. As empresas de vírus já o rastreavam anteriormente desde Londres, um mês ou dois antes de receber ligações de Nova York sinalizando o aparecimento do malware por lá. Nenhum espécime foi colocado em quarentena ou devidamente registrado em Nova York.
Raymond Glath da Phoenix, AZ, foi o desenvolvedor e proprietário do produto Vi-Spy que continuou a produção até meados da época de lançamento do Windows 95. Entre os relatórios de antivírus da McAfee e empresas como a Vi-Spy, resultou-se em apenas um produto detectando o vírus, no caso o da Vi-Spy.